# Vladímir Levin
Vladímir Leonídovich Levin (Leningrado, 1967) es un bioquímico graduado en matemáticas por la Universidad Tecnológica de San Petersburgo, Rusia. Abandonó la ciencia para dedicarse al asalto de sistemas informáticos de entidades financieras, lo que le proporcionaría mayor rentabilidad que sus estudios por sí solos.

## Historia conocida
Sus comienzos fueron desde la computadora portátil con la que trabajaba en la empresa en la que se encontraba en aquel momento, AO Saturn (en San Petersburgo). 
Aquí es donde Levin comenzó su hazaña más conocida y perseguida. Accedió a la red del Citibank (conocida entidad financiera) y obtuvo una lista de los códigos de cuenta y contraseñas de cientos de usuarios. Durante las primeras semanas que Levin estuvo accediendo a la red de Citibank, pudo transferir alrededor de 3.7 millones de dólares que trasladaba a cuentas corrientes de su grupo en Argentina, Estados Unidos, Finlandia, Holanda, Alemania e Israel. Para tal hazaña contó con el apoyo inicial de un conductor de autobús (quien también era hombre de negocios) y que Levin había conocido en julio de 1994, al cual informó de lo que había podido hacer y del que se hizo amigo y socio, formando un grupo internacional de hackers.
En semanas posteriores a este encuentro se hicieron otras muchas transferencias a cuentas corrientes mantenidas por Shore Corp. gracias a un amigo de Vladímir, Yevguenij Korolkov. Al menos 40 transferencias más fueron realizadas a Argentina, Suiza, Israel, California, Alemania y Holanda.
Cuando el banco notó las transferencias contactaron con las autoridades, quienes siguieron la pista durante meses hasta Levin, quien finalmente sería arrestado por la INTERPOL en 1995 en el aeropuerto de Heathrow, en Inglaterra y más tarde extraditado a los Estados Unidos. 
Se declaró culpable de los cargos, ante las evidencias que demostraban su participación en los hechos y los alardes públicos que colaboradores suyos realizaron sobre las enormes cantidades de dinero que poseían en cuentas bancarias personales en Tel Aviv, Israel. Aunque llegó a robar más de 10 millones de dólares, fue sentenciado únicamente a 3 años de prisión y a pagar a Citibank 240,015 dólares (más adelante la entidad recuperaría cerca de 400,000 dólares), una cantidad mínima para lo que se había sustraído. Esto fue así porque las compañías de seguros ya habían abonado el dinero de los robos. 
Cuatro miembros del grupo de Levin fueron declarados culpables de cometer conspiración y fraude contra Citibank y también fueron sentenciados. Además, durante todo el proceso Vladímir Levin acusó a uno de sus abogados de ser miembro del FBI, lo que causó mayor polémica.